# حالة فوك
حالة فوك أو الحالة الرقمية هي حالة كمومية تعتبر عنصراً من عنصر من فضاء فوك في وجود عدد محدد جيدًا من الجسيمات (أو الكمّات). سُميت حالة فوك على اسم الفيزيائي السوفيتي فلاديمير فوك، وتلعب تلك الحالات دوراً هاماً في الصيغة الكموميّة الثانية لميكانيكا الكم.
كان اوّل تمثيل مفصّل للجسيمات على يد الفيزيائي بول ديراك وتحديداًللبوزونات، ثم تلاه تمثيل الفيزيائيان باسكوال جوردان ويوجين وينر للفرميونات.
تخضع حالات فوك للبوزونات والفرميونات لعلاقات هامّة فيما يتعلق بمشغلي إنشاء وإبادة فضاء فوك.

## التعريف
عند تحديد حالة متعددة الجسيمات لعدد N من الجسيمات المتماثلة غير المتفاعلة وكتابتها كمجموع حواصل ضرب ممتدي لعدد N من الحالات للجسيم الواحد، ووفقًا لمقدار اللف المغزلي للجسيمات، فيجب أن تتبادل حالة حواصل الضرب الممتدية لفضاء هيلبرت الأساسي المكون من جسيم واحد فإما أن تتماثل أو تتعاكس، ففي حالة:
- لفرميونات التي يكون لها لف مغزلي يساوي نصف عدد صحيح وتتبع مبدأ استبعاد باولي فإنها تتوافق مع حواصل ضرب ممتدية غير متماثلة.
- البوزونات التي يكون لها لف مغزلي يساوي عدداً صحيحاً ولا تخضع لمبدأ باولي للاستبعاد يكون لها حواصل ضرب ممتدية متماثلة.

أما إذا كان عدد الجسيمات متغيرًا، فإن فضاء فوك يتحدّد بالجمع المباشر لحواصل الضرب الممتدية لفضاء هيلبرت لكل جسيم. في فضاء فوك، من الممكن اختيار الحالة ذاتها في تدوين جديد، وفي تدوين رقم الشغل، من خلال تحديد عدد الجسيمات في كل حالة ممكنة من حالات الجسيم الواحد.
لنجعل {\textstyle \left\{\mathbf {k} _{i}\right\}_{i\in I}} قاعدة ناظمية التعامد لحالات جسيم واحد في فضاء هيلبرت الأساسيّ، والتي ينشأ عنها مفهوماً مكافئاً في فضاء فوك يُعرف بأساس رقم الإشغال، وتُعرف الحالة الكمومية في فضاء فوك بحالة فوك إذا كانت عنصراً من عناصر أساس رقم الإشغال.
ويجب أن تستوفي حالة فوك معياراً هاماً، فلكل رقم إشغال i يجب أن تكون الحالة ذاتيّة خاصة بمفتاح رقم الجسيم {\displaystyle {\widehat {N_{{\mathbf {k} }_{i}}}}} ومناظرة للحالة الابتدائية ki. تعطي القيمة الذاتية المناظرة عدد الجسيمات في الحالة، ويحدد هذا المعيار حالات فوك (وينبغي أن يراعى بالإضافة إلى ذلك تحديد عامل الطور). يمكن كتابة حالة فوك على الصورة التالية:
{\displaystyle |n_{{\mathbf {k} }_{1}},n_{{\mathbf {k} }_{2}},..n_{{\mathbf {k} }_{i}}...\rangle }
حيث {\displaystyle n_{{\mathbf {k} }_{i}}} هي عدد الجسيمات في الحالة رقم i لرقم الإشغال ki، و{\displaystyle {\widehat {N_{{\mathbf {k} }_{i}}}}} هو مفتاح رقم الإشغال للحالة رقم i، فيكون:
{\displaystyle {\widehat {N_{{\mathbf {k} }_{i}}}}|n_{{\mathbf {k} }_{1}},n_{{\mathbf {k} }_{2}},..n_{{\mathbf {k} }_{i}}...\rangle =n_{{\mathbf {k} }_{i}}|n_{{\mathbf {k} }_{1}},n_{{\mathbf {k} }_{2}},..n_{{\mathbf {k} }_{i}}...\rangle }ومن ثمّ يتبيّن لنا أن حالة فوك هي حالة ذاتية خاصّة بمفتاح الرقم وذات قيمة ذاتيّة خاصة هي {\displaystyle n_{{\mathbf {k} }_{i}}}.